# Garanti Koza Sofia Open 2017 - Qualificazioni singolare
Le qualificazioni del singolare  del Garanti Koza Sofia Open 2017 sono state un torneo di tennis preliminare per accedere alla fase finale della manifestazione. I vincitori dell'ultimo turno sono entrati di diritto nel tabellone principale. In caso di ritiro di uno o più giocatori aventi diritto a questi sono subentrati i lucky loser, ossia i giocatori che hanno perso nell'ultimo turno ma che avevano una classifica più alta rispetto agli altri partecipanti che avevano comunque perso nel turno finale.

## Teste di serie
1. Tejmuraz Gabašvili (ultimo turno, lucky loser)
2. Steven Diez (primo turno)
3. Maximilian Marterer (qualificato)
4. Mathias Bourgue (qualificato)

1. Hiroki Moriya (primo turno)
2. Stefanos Tsitsipas (primo turno)
3. Marko Tepavac (ultimo turno, lucky loser)
4. Daniel Brands (qualificato)

## Qualificati
1. Daniel Brands
2. Cedrik-Marcel Stebe

1. Maximilian Marterer
2. Mathias Bourgue

### Lucky loser
1. Tejmuraz Gabašvili

1. Marko Tepavac

## Tabellone

### Legenda
| - Q = Qualificato - WC = Wild card - LL = Lucky loser | - ALT = Alternate - SE = Special Exempt - PR = Protected Ranking | - w/o = Walkover - r = Ritirato - d = Squalificato |

### Sezione 1
|  | Primo turno | Primo turno        | Primo turno | Primo turno | Primo turno |  |  | Ultimo turno | Ultimo turno       | Ultimo turno | Ultimo turno | Ultimo turno |  |
|  |             |                    |             |             |             |  |  |              |                    |              |              |              |  |
|  | 1           | Tejmuraz Gabašvili | 7           | 4           | 7           |  |  |              |                    |              |              |              |  |
|  |             | Daniel Masur       | 5           | 6           | 65          |  |  | 1            | Tejmuraz Gabašvili | 4            | 6            | 4            |  |
|  |             | Yannick Mertens    | 5           | 6           | 2           |  |  | 8            | Daniel Brands      | 6            | 3            | 6            |  |
|  | 8           | Daniel Brands      | 7           | 4           | 6           |  |  |              |                    |              |              |              |  |

### Sezione 2
|  | Primo turno | Primo turno         | Primo turno         | Primo turno | Primo turno |  |  | Ultimo turno | Ultimo turno        | Ultimo turno        | Ultimo turno | Ultimo turno |  |
|  |             |                     |                     |             |             |  |  |              |                     |                     |              |              |  |
|  | 2           | Steven Diez         | Steven Diez         | 3           | 6(1)        |  |  |              |                     |                     |              |              |  |
|  | PR          | Cedrik-Marcel Stebe | Cedrik-Marcel Stebe | 6           | 7           |  |  | PR           | Cedrik-Marcel Stebe | Cedrik-Marcel Stebe | 7            | 6            |  |
|  |             | Miljan Zekić        | Miljan Zekić        | 6           | 6           |  |  |              | Miljan Zekić        | Miljan Zekić        | 64           | 0            |  |
|  | 6           | Stefanos Tsitsipas  | Stefanos Tsitsipas  | 4           | 3           |  |  |              |                     |                     |              |              |  |

### Sezione 3
|  | Primo turno | Primo turno         | Primo turno         | Primo turno | Primo turno |  |  | Ultimo turno | Ultimo turno        | Ultimo turno        | Ultimo turno | Ultimo turno |  |
|  |             |                     |                     |             |             |  |  |              |                     |                     |              |              |  |
|  | 3           | Maximilian Marterer | Maximilian Marterer | 6           | 6           |  |  |              |                     |                     |              |              |  |
|  | WC          | Adrian Andreev      | Adrian Andreev      | 2           | 0           |  |  | 3            | Maximilian Marterer | Maximilian Marterer | 7            | 7            |  |
|  | WC          | Sarp Ağabigün       | Sarp Ağabigün       | 4           | 2           |  |  | 7            | Marko Tepavac       | Marko Tepavac       | 64           | 5            |  |
|  | 7           | Marko Tepavac       | Marko Tepavac       | 6           | 6           |  |  |              |                     |                     |              |              |  |

### Sezione 4
|  | Primo turno | Primo turno         | Primo turno      | Primo turno | Primo turno |  |  | Ultimo turno | Ultimo turno     | Ultimo turno     | Ultimo turno | Ultimo turno |  |
|  |             |                     |                  |             |             |  |  |              |                  |                  |              |              |  |
|  | 4           | Mathias Bourgue     | 5                | 6           | 6           |  |  |              |                  |                  |              |              |  |
|  |             | Alexandre Sidorenko | 7                | 3           | 2           |  |  | 4            | Mathias Bourgue  | Mathias Bourgue  | 7            | 6            |  |
|  |             | Filip Krajinović    | Filip Krajinović | 6           | 6           |  |  |              | Filip Krajinović | Filip Krajinović | 67           | 4            |  |
|  | 5           | Hiroki Moriya       | Hiroki Moriya    | 3           | 4           |  |  |              |                  |                  |              |              |  |